# Starovjekovna glazba
Starovjekovna glazba podrazumijeva glazbene kulture i prakse pismenih naroda staroga vijeka, koje kronološki slijede glazbu prapovijesnih naroda, a prethode postklasičnom razdoblju. Važna središta starovjekovne glazbe niknula su u Kini (osobito u dinastijama Shang, Zhou, Qin i Han), Egiptu (od doba Starog do doba Novog kraljevstva), Grčkoj (u arhajskom, klasičnom i helenističkom periodu), Indiji (u dinastijama od Maurijske do Gupte), Perziji (od Medije do Sasanidskog Carstva), carstvu Maja, Mezopotamiji te Rimu (u Republici i Carstvu). Iako je bila iznimno raznolika, glazba je u starom vijeku najčešće okarakterizirana monofonijom, improvizacijom te značajnom ulogom teksta.

## Glazba starih Grka
Glazba starih Grka najstarija je poznata europska glazba. Helenska kultura ostavila je značajna djela u književnosti, kiparstvu i arhitekturi, ali glazbena djela uglavnom su nepovratno izgubljena. Zapisanih na papirusu ili uklesanih u mramoru sačuvano je samo dvadesetak glazbenih ulomaka, koji traju pedesetak minuta i stanu na jedan CD. Sačuvano je nekoliko taktova zbora iz Euridipova Oresta, odlomak Pindarove ode, dvije himne posvećene bogu Apolonu, Seikilosov epitaf (skolin), tri himne Muzi, Suncu i Nemizi. Iz njih se ne može graditi predodžba kako je zvučala grčka glazba. Srećom, o starogrčkoj glazbi svjedoče oslikane vaze, odlomci iz književnih djela, teorijske rasprave i spisi. Zahvaljujući tim izvorima danas je djelomično rekonstruirana predodžba o grčkoj glazbi, više kao teorija, a manje kao zvuk. Starim Grcima glazba nije služila samo za zabavu, nego je prije svega nosila veliku etičku vrijednost. Smatrali su da glazba utječe na moral i karakter ljudi, a također na dobro i napredak države. Svi slobodni građani imali su obvezno glazbeno obrazovanje, a mladići su učili pjevati i svirati neko glazbalo. 
U antičkoj Grčkoj postojale su tri osnovne ljestvice od kojih su se stvarale grčke melodije: dorska (e – e), frigijska (d – d) i lidijska (c – c). Sve su te ljestvice osmotonske i silazne. Svakoj se pridavala etička vrijednost. Smatralo se da dorska ima ozbiljan karakter i da odgojno djeluje, da frigijska uzbuđuje strasti, a lidijska izaziva bol.
Grci su razvili poseban sustav notacije, odnosno način zapisivanja tonova, koji se sastoji od slova jonskoga i starodorskog alfabeta, posebno za pjevanje i posebno za sviranje. Ta složena notacija posve je istražena tek u 19. stoljeću. 
Grčka glazba bila je uglavnom jednoglasna i vezana uz poeziju, ples i dramu. Premda je vokalna glazba bila cjenjenija, Grci su za pratnju koristili i glazbala. Nisu svirali akorde ni samostalne melodijske linije, nego su vokalnu melodiju ukrašavali većim skokovima ili kraćim ritmičkim vrijednostima. Taj rani oblik višeglasja zvao se heterofonija – glasovi u njoj izvode istu melodiju, dok je jedan od njih ukrašava. 
Najvažnija su bila žičana trzalačka glazbala lira i kitara, a njih su povezivali s bogom Apolonom. Smatrali su da slušatelje njihov zvuk smiruje i duhovno uzdiže. Sasvim su drugačije gledali na puhački instrument aulos, kojega su povezivali s Dionizom, bogom vina. Dionizovo rođenje slavili su pjevajući ditirambe, pjesme uz pratnju aulosa, pri čemu su plesali oko Dionizova oltara odjeveni u jareće kože. Aulos je zato simbolizirao uzbuđenje i neobuzdane strasti.
Grci su imali dva sustava notacije. Jedan je bio instrumentalni: 15 znakova najvjerojatnije nastalih iz starog alfabeta. Drugi je bio vokalni, koristio je 24 slova jonskog alfabeta.
Ritam se rijetko zapisivao. Tijesno povezan s govorom, pratio je ritam stihova u pjesmama. Instrumentalna glazba koristila je ritmičke uzorke različitih pjesničkih stopa.
Grčka tragedija (grč. tragos, jarac; ode, pjesma) razvila se iz ditiramba, koji je uz ples i pjevanje, kasnije uključio i glumu. Te elemente preuzela je tragedija koja se izvodila u posebnim otvorenim kazalištima, amfiteatrima. Vrhunac umjetničke kvalitete dostigle su tragedije Eshila, Sofokla i Euripida u V. stoljeću prije Krista. U izvedbi tragedije važnu ulogu imao je zbor koji je pjevajući najavljivao događaje, komentirao radnju, a ponekad i sudjelovao u radnji. Tragedije su izvodili načinom između govora i pjevanja, nekom vrstom melodičkog recitiranja ponekad uz pratnju aulosa.
U pokušaju rekonstruiranja grčke tragedije krajem 16. stoljeća talijanski umjetnici u Firenci počeli su posve novu glazbeno-scensku vrstu, operu.

## Rim i rano kršćanstvo
U starom Rimu glazba je izgubila etičku zadaću, toliko važnu za Grke, te je postala isključivo funkcionalna: pratila je zabave, predstave, ratničke pohode pa čak i borbe gladijatora. Stanovnicima Rima zabava je nuđena na svakom koraku. 
Početak nove glazbe nalazi se upravo u Rimu i bio je povezan uz novu religiju, kršćanstvo. 
Kršćanska glazba dugo je bila samo vokalna; sviranje na glazbalima bilo je zabranjeno u crkvi, a tek nekoliko stoljeća kasnije prihvaćene su orgulje. Kako je kršćanstvo nastalo u Palestini, prihvatilo je mnoge obredne običaje iz hebrejskih sinagoga. To su, između ostalih, recitiranje ili muzičko izgovaranje odlomaka Svetog pisma, pjevanje psalama i himni, naizmjenično pjevanje svećenika i zbora vjernika i drugo.